# Hans Puls (Politiker)
Hans Puls (* 7. November 1900 in Iglau; † 10. Februar 1968 in Schwarzach (Niederbayern)) war ein deutscher Politiker (GB/BHE). Von 1950 bis 1954 gehörte er dem Bayerischen Landtag als Abgeordneter an.

## Leben
Puls besuchte die Volks-, Bürger- und Fortbildungsschule. Ab 1920 trat er für zwei Jahre in den aktiven Militärdienst beim Heer der Tschechoslowakischen Republik ein. Von 1922 bis 1940 arbeitete er in Iglau als Geschäftsführer und Buchhalter in der Konfektionsbranche. Am 21. Juni 1939 beantragte er die Aufnahme in die NSDAP und wurde rückwirkend zum 1. April desselben Jahres aufgenommen (Mitgliedsnummer 7.073.604). 1940 ließ er sich auf die deutsche Wehrmacht umschulen, im selben Jahr wurde er Amtsvormund in Iglau, wo er auch das Fürsorgeamt leitete. Von 1942 bis 1945 war er im Gebirgsjägerbataillon 319 als Feldwebel in Jugoslawien im Einsatz. Nach dem Krieg geriet er in englische Kriegsgefangenschaft, aus der er im Oktober 1946 entlassen wurde. Danach ließ er sich in Bayern nieder und arbeitete ab 1947 als Zahntechniker in Schwarzach.

## Politik
Puls war erster Vorsitzender des Kreisverbandes des BHE im Landkreis Bogen. Bei der Landtagswahl 1950 gewann er im Wahlkreis Niederbayern ein Mandat im Bayerischen Landtag, dem er eine Wahlperiode lang angehörte. Dort war er im Ausschuss Bayern Pfalz sowie im Ausschuss für Angelegenheiten der Heimatvertriebenen und Kriegsfolgegeschädigten tätig, ab 1953 auch im Ausschuss für Grenzlandfragen.